# St. Hubertus (Einsiedel)

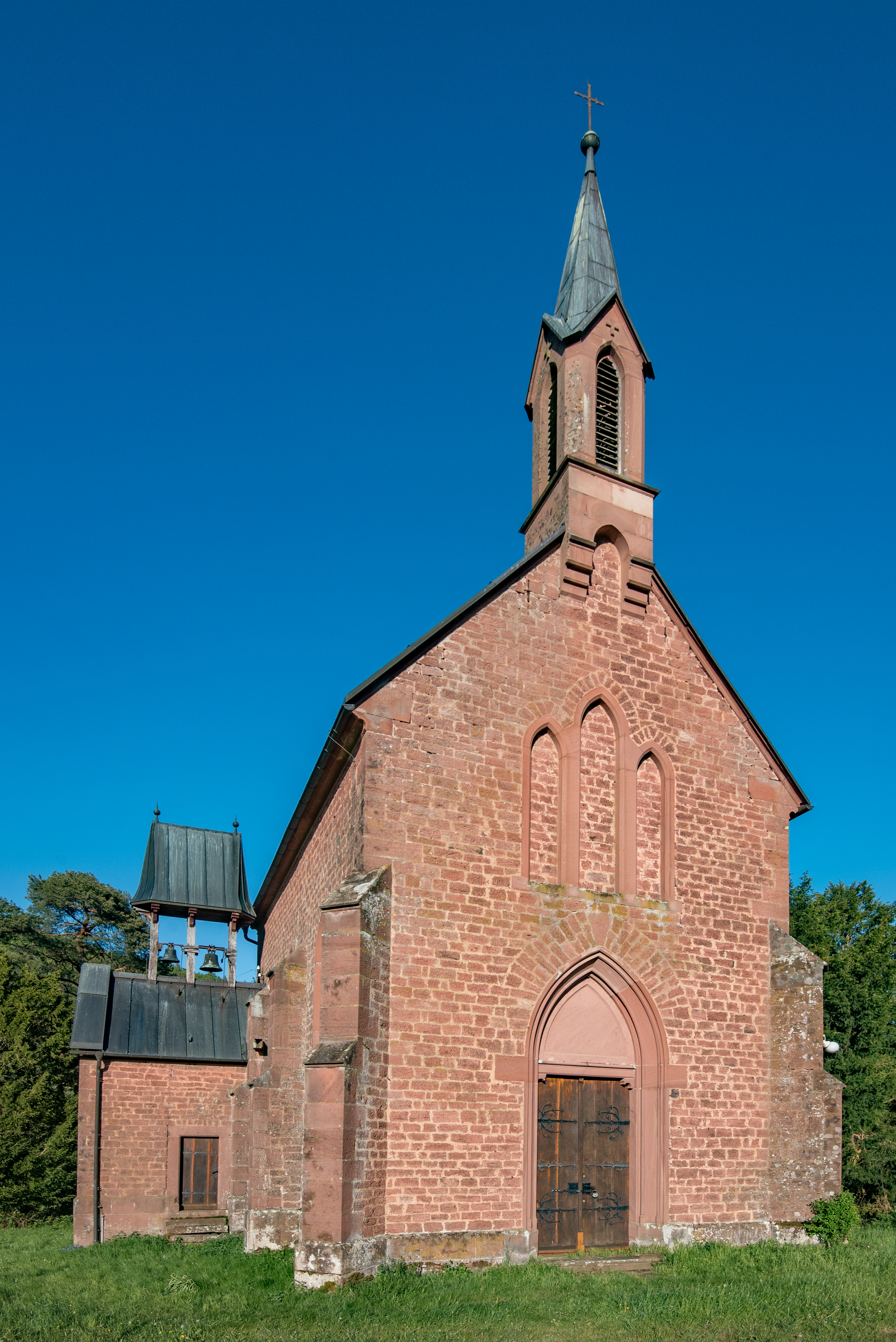
Kapelle St. Hubertus in Einsiedel

Die römisch-katholische Kapelle St. Hubertus ist ein denkmalgeschütztes Kirchengebäude, das in Einsiedel steht, einem Gemeindeteil von Hafenlohr im unterfränkischen Landkreis Main-Spessart (Bayern). Die Kapelle ließ Fürstin Sophie von Löwenstein-Wertheim-Rosenberg 1866 für die Arbeiter und deren Familien der dortigen Glashütte errichten. Sie gehört zur Pfarreiengemeinschaft St. Laurentius im Spessart (Marktheidenfeld) im Dekanat Main-Spessart (früher Dekanat Lohr) des Bistums Würzburg, wird aber nur noch für Hochzeiten und Taufen genutzt.

## Beschreibung
Die steinsichtige, neugotische Kapelle, deren Längswände von Strebepfeilern gestützt werden, wurde 1866 nach einem Entwurf von Heinrich Hübsch gebaut. Sie besteht aus einem Kirchenschiff, das mit einem Satteldach bedeckt ist, und einem eingezogenen, dreiseitig abgeschlossenen Chor. Der Innenraum ist mit einem Kreuzgratgewölbe überspannt. Auf dem Dach der Sakristei befindet sich der Glockenstuhl für die beiden Kirchenglocken. Über der Fassade im Westen erhebt sich ein Giebeldachreiter.